# Radio Data System

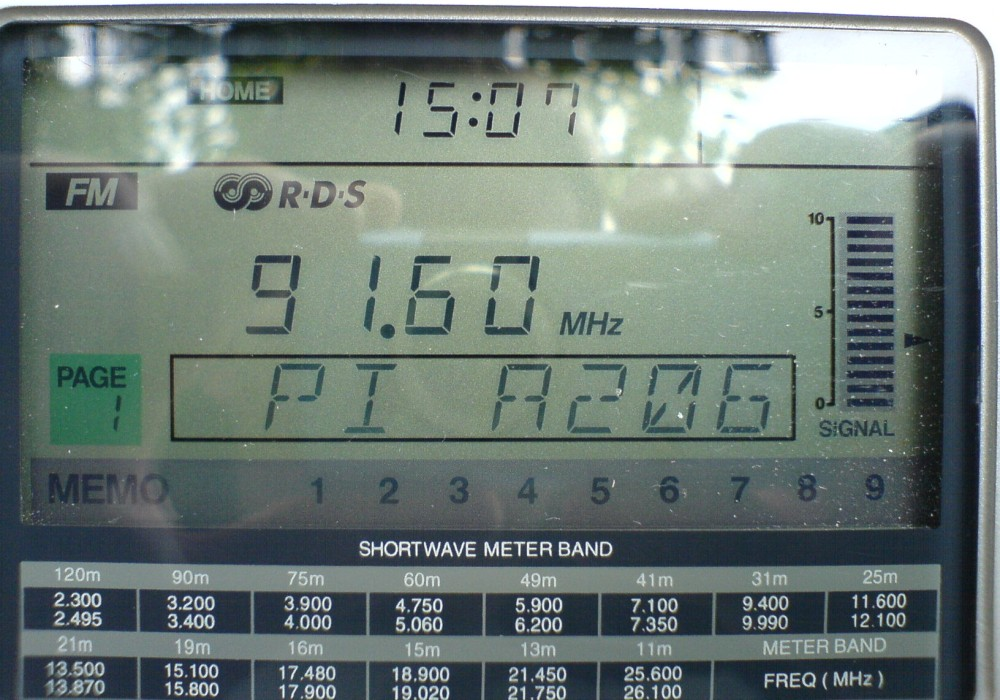
Visualitzador amb RDS

El Radio Data System, més conegut per les sigles RDS és un estàndard per enviar quantitats petites d'informació digital que utilitza emissions de ràdio de FM convencionals. El sistema de RDS estandarditza uns quants tipus d'informació emesa, incloent-hi temps, informació de pista/artista i identificació d'estació. RDS ha estat estàndard a Europa des del 1990. Als Estats Units és utilitzat un sistema semblant anomenat RBDS.
El RDS utilitza un subtransportista de 57 kHz per transmetre dades en 1187.5 bits per segon. El 57 kHz s'escollia per ser el tercer harmònic (3x) del to de pilots per a estèreo de FM, així no provocaria interferència o intermodulació amb això, o amb el senyal de diferència estèreo a 38 kHz (2x). El format de dades utilitza correcció d'error. RDS defineix molts trets, incloent-hi com es poden "empaquetar" trets indefinits privats (dins de casa) o altre (com diferencial de GPS) en grups de programa sense utilitzar.

## Continguts
Els camps d'informació següents es contenen normalment en les dades de RDS:

### AF
Freqüències Alternatives. Això admet un receptor a retonada que una freqüència diferent proporcioni la mateixa estació quan el primer senyal es torna massa dèbil (p. ex. quan surt del marge). Això s'utilitza sovint en sistemes estèreo de cotxes.

### CT
Temps de Rellotge. Pot sincronitzar un rellotge al receptor o el rellotge principal en un cotxe. A causa de derives de transmissió, CT només pot ser acurat a dins de 100 ms d'UTC.

### EON
Altres Xarxes Realçades. Permet el receptor controlar unes altres estacions per a recepcions d'informació del trànsit.

### PI
Identificació de Programa. Aquest és el codi únic que identifica l'estació. Totes les estacions reben un codi específic amb un prefix de país.

### PS
Servei de Programa. Això és simplement una exhibició estàtica de vuit caràcters que representa el nom d'identitat d'estació. La majoria dels receptors capaços de RDS mostren aquesta informació i, si l'estació s'emmagatzema a les presintonies del receptor, es guarda aquesta informació amb la freqüència i uns altres detalls associats amb l'estació.

### PTY
Tipus de Programa. Aquesta codificació de fins a 31 tipus de programa predefinits permet programant els usuaris per trobar similar per gènere. PTY31 sembla que es reservi per a anuncis d'emergència en cas de catàstrofes naturals o unes altres calamitats.

### REG
Enllaços regionals. Això s'utilitza principalment en països on els radioemissors nacionals emeten programació d'una regió específica. Aquesta funcionalitat admet l'usuari a escoltar el conjunt a la seva regió actual o agafar la tonada de ràdio a una altra programació específica de regió mentre es mouen a l'altra regió.

### RT
Text de Ràdio. Aquesta funció permet una emissora de ràdio per emetre una informació textual de forma lliure de 64 caràcter que poden ser qualssevol eslògans d'estació estàtics p. ex. o en sincronia amb la programació com el títol i artista de la cançó que es reprodueix actualment.

### TA, TP
Anuncis de Viatge, Programa de Trànsit. El receptor pot sovint parar atenció especial a la informació del trànsit i amb aquesta funcionalitat, permet aturar la reproducció habitual per rebre un butlletí de trànsit. El TP s'utilitza per permetre a l'usuari trobar només aquelles estacions que regularment emeten butlletins de trànsit mentre que el TA s'utilitza per aturar la cinta o alçar el volum durant un butlletí de trànsit.

### TMC
Canal de Missatge de Trànsit. Requereix un descodificador de RDS-TMC.

## Suport del RDS
La majoria de receptors dels vehicles permeten com a mínim a l'AF, l'EON, el REG, el PS i el TA / TP.
- Alguns receptors de cotxes més cars ofereixen TMC, RT i / o PTY.
- Sistemes domèstics d'alta fidelitat permeten funcions com PS, RT i PTY.

Hi ha un cert nombre de creixement d'aplicacions de RDS dins d'aparells portàtils i aparells de navegació gràcies al baix preu. L'iPod és un tal aparell. Altres inclouen Microsoft Zune, Garmin Nuvi360, Sony-Ericsson K600i, K750i, K800i, W200i, W300i, W600i, W810i, W830i i W850i.

## Xips de RDS
Companyies com Silicon Labs a Texas i Semiconductors de NXP (anteriorment Philips) ofereixen solucions senzilles que es troben en aquests aparells. Els Silicon Labs permeten PS, RT, PTY, TMC, i tots els altres tipus de RDS en xip de 3x3.

## Tipus de programes PTY
| Codi | Tipus de programa               |
| ---- | ------------------------------- |
| 0    | Cap tipus de programa/indefinit |
| 1    | Notícies                        |
| 2    | Afers                           |
| 3    | Informatiu                      |
| 4    | Esport                          |
| 5    | Educació                        |
| 6    | Teatre                          |
| 7    | Cultura                         |
| 8    | Ciència                         |
| 9    | Variat                          |
| 10   | Música Pop                      |
| 11   | Música Rock                     |
| 12   | Música M.O.R.                   |
| 13   | Música clàssica lleugera        |
| 14   | Música clàssica                 |
| 15   | Altre tipus de música           |
| 16   | Meteorologia                    |
| 17   | Economia                        |
| 18   | Programes infantils             |
| 19   | Afers socials                   |
| 20   | Religió                         |
| 21   | Trucades                        |
| 22   | Viatges                         |
| 23   | Lleure                          |
| 24   | Música Jazz                     |
| 25   | Música Country                  |
| 26   | Música nacional                 |
| 27   | Música oldies                   |
| 28   | Música folklòrica               |
| 29   | Documentals                     |
| 30   | Prova d'alarma                  |
| 31   | Alarma                          |

## Exemple de funcionament
Les tres imatges il·lustren com es pot utilitzar RDS en una emissora de ràdio de FM. Totes les imatges són de la ràdio portàtil DAB/FM/OM/OL XDR-S1 de Sony.

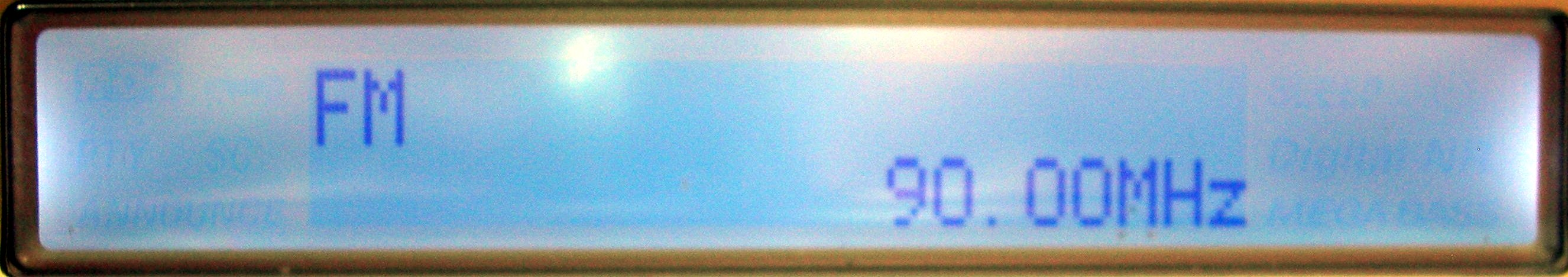
Exhibició de ràdio típica quan no hi ha cap dada RDS.

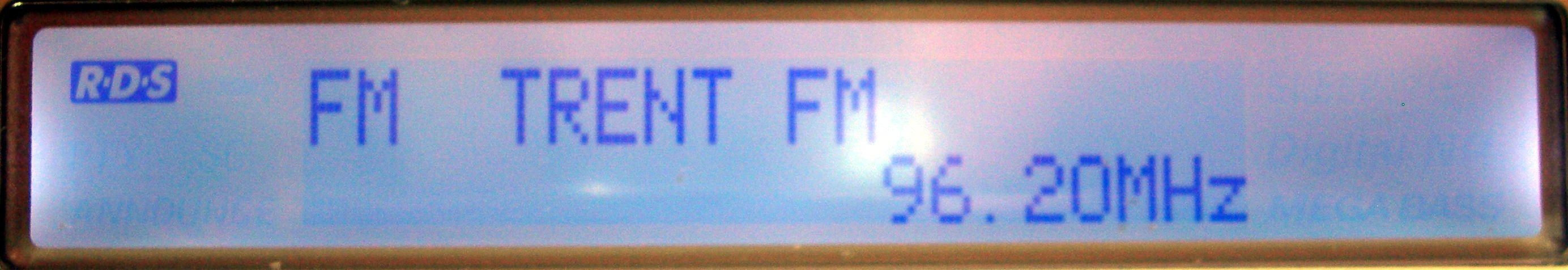
Exhibició de ràdio típica que mostra que el camp PS.

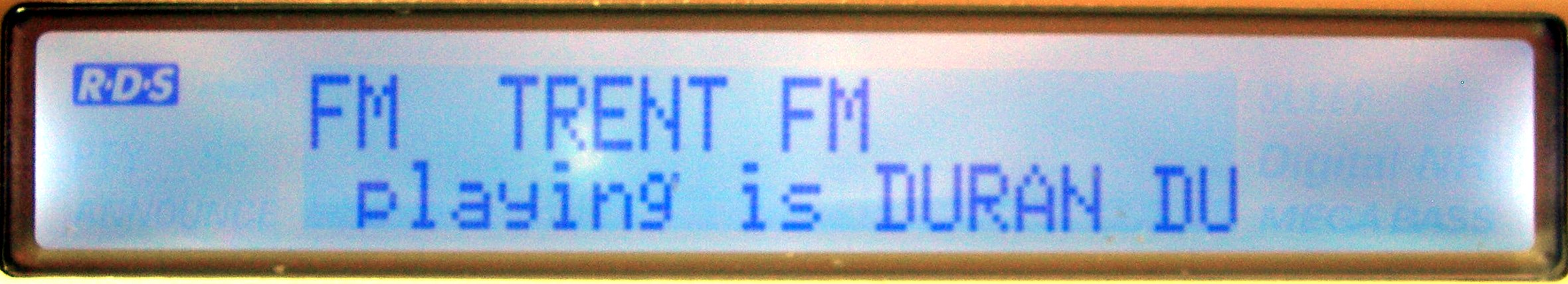
Ús de RT, en aquest cas que mostra el nom i artista que la cançó s'emet. La línia de peu de pàgina es mou per mostrar la resta del text.

Cal destacar que l'ús de RDS que es mou no es recomana, donat el potencial de distreure conductors a la carretera. Algunes estacions decideixen desobeir aquesta recomanació, especialment al Regne Unit.